# أمير الدين
أَميرُ الدِّين (بالصينية: 也黑迭兒丁) هو معماريٌّ مُسلم ساهم في تخطيط وبناء مدينة «خان بالق»، الواقعة ضمن مدينة بكين المُعاصرة، والتي اتخذها المغول عاصمةً لدولتهم الصينيَّة، الشهيرة بمملكة يوان. قال المُؤرِّخ الأمريكي الآسيوي «كاري لو» أنَّ أُصُول هذا المعماري إمَّا أنها تعود إلى بلاد ما وراء النهر وإلى إحدى القبائل العربيَّة التي استوطنتها، أو أنَّهُ نزح من شبه الجزيرة العربيَّة ناحية الصين مُباشرةً.

## تخطيط خان بالق
عزم الخاقان المغولي قُبلاي خان على تأسيس عاصمةٍ جديدةٍ لِمُكله سنة 1264م، فاختار مدينة «جُنگدُ» التي كانت عاصمة مملكة جين ودمَّرها جدُّه جنكيز خان، فقرَّر إعادة بنائها واستيطانها. أوكل تخطيط المدينة لمُهندسٍ صينيٍّ يُدعى «لو بينگجُنغ»، وأُعطي أمير الدين مُهمَّة تصميمها والإشراف على عمارتها. بوشر ببناء أسوار المدينة خلال السنة المذكورة، بينما لم يُشرع ببناء القصر الخاقاني إلَّا سنة 1274م. اتُّبعت التعاليم الكُنفُوشيَّة في تصميم المدينة، كما وردت في كتاب «رسومات جاو»، والتي نصَّت على جعل القُصُور في مُقدِّمة المدينة والأسواق في آخرها، ودور عبادة الأسلاف في جهتها اليُسرى، ودور عبادة الآلهة في جهتها اليُمنى.
أعلن قُبلاي خان قيام دولته سنة 1271م، وبدَّل اسم العاصمة من «جُنگدُ» إلى «خان بالق» (بالصينية: 大都) ومعناها «العاصمة الكُبرى»، فانتقل وحاشيته إليها، علمًا بأنَّ بعض أقسامها لم تكتمل حتَّى سنة 1293م.